# Heinrich Schneider (Politiker, 1905)
Heinrich Schneider (* 9. November 1905 in Dorlar; † 22. Januar 1980 in Wiesbaden) war ein deutscher Gewerkschafter und Politiker (SPD).

## Leben
Schneider arbeitete zunächst als Maurer und wurde in der Gewerkschaftsbewegung aktiv. Dort wurde er auch journalistisch tätig. Während der Zeit des Nationalsozialismus stand er unter Polizeiaufsicht und erhielt Berufsverbot.
Nach dem Zweiten Weltkrieg trat er wieder für die SPD aktiv ein und gehörte von 1946 bis 1971 dem Hessischen Landtag, von 1953 bis 1955 als Fraktionsvorsitzender seiner Partei, an. Von 1955 bis 1969 war er hessischer Innenminister und stellvertretender Ministerpräsident in den Kabinetten von Ministerpräsident Georg-August Zinn.
Schneider war erster Präsident der am 21. August 1968 gegründeten Deutsch-Jugoslawischen Gesellschaft (Deutsche Gesellschaft zur Förderung der Beziehungen zu Jugoslawien) mit Sitz Frankfurt am Main (heute Deutsch-Kroatische Gesellschaft e. V.).

## Ehrungen
- 1969: Großes Verdienstkreuz mit Stern und Schulterband der Bundesrepublik Deutschland
- 1971: Wilhelm-Leuschner-Medaille des Landes Hessen